# Le Tribunal de l'impossible
 (février 2023).
Si vous disposez d'ouvrages ou d'articles de référence ou si vous connaissez des sites web de qualité traitant du thème abordé ici, merci de compléter l'article en donnant les références utiles à sa vérifiabilité et en les liant à la section « Notes et références ».
Le Tribunal de l'impossible est une série télévisée française en quinze épisodes de 74 à 119 minutes, en noir et blanc, créée par Michel Subiela et diffusée entre 1967 et 1974 sur la première chaîne de l'ORTF.

## Synopsis
Le Tribunal de l'impossible est une anthologie (ou évocation dramatique) de faits divers fantastiques ayant défrayé la chronique. « Mon propos n'est pas de faire peur. Ce qui m'intéresse dans ces histoires fantastiques, qui sont basées sur des faits réels et des témoignages, c'est d'essayer de comprendre pourquoi les gens vivent des aventures hors du commun. » — Michel Subiela.
Le Tribunal de l'impossible peut aujourd'hui être visionné en ligne sur le site de l'INA.

## Distribution
- Paul Crauchet
- Bernadette Lange
- François Maistre
- Jacques Monod
- Juliette Mills
- Bulle Ogier
- Catherine Rich
- Douchka
- Jean Topart
- Guy Tréjan
- Rosy Varte
- Bernard Verley
- Michel Vitold
- Roland Monod
- Jean-François Calvé
- Jacqueline Jefford
- Claude Cortesi
- André Valmy
- Yvon Sarray

## Liste des épisodes
1- La Bête du Gévaudan, réalisé par Yves-André Hubert et diffusé le 3 octobre 1967.
Les tragiques échecs des hommes, de 1764 à 1767, pour abattre la Bête du Gévaudan. S'agit-il d'une créature fantastique, et quel est le comportement de ces hommes face à l’inexplicable fléau qui les accable ? Près de 35 ans après sa diffusion, ce premier épisode a été inclus en 2002 dans le coffret 4 DVD du film Le Pacte des loups de Christophe Gans. (98 minutes)
2- Le Fabuleux Grimoire de Nicolas Flamel, réalisé par Guy Lessertisseur et diffusé le 25 novembre 1967.
Alain Decaux, d'après des faits authentiques, évoque avec cette fiction l'histoire de Nicolas Flamel qui passa la plupart de son temps à déchiffrer un livre précieux recherché par tous les alchimistes. Ce livre, qui révélerait le secret qui "enseigne à faire de l'or", provoquerait-il aussi le malheur de ceux qui le détiennent ? (85 minutes).
3- La Dernière Rose ou Les fantômes du Trianon, réalisé par Roger Kahane et diffusé le 10 février 1968.
En août 1901, deux enseignantes britanniques rencontrent la reine Marie-Antoinette en visitant les jardins de Trianon. Voyage dans le temps ? Incursion dans la mémoire ? Après avoir fait des recherches historiques qui semblent confirmer leurs dires, elles rédigeront un livre sur cette affaire connue sous le nom des fantômes du Trianon. (81 minutes)
4- Nostradamus ou Le Prophète en son pays, réalisé par Pierre Badel et diffusé le 11 mai 1968.
Débat avec Michel Subiela, le docteur Gaston Ferdiere (vice-Président de la société française de l'expression), Serge Hutin (écrivain), André Barbault (astrologue) et Michel Rouzé (journaliste scientifique). Peut-on accorder foi aux célèbres prédictions de Nostradamus ? (91 minutes) 
5- Qui hantait le presbytère de Borley ?, réalisé par Alain Boudet et diffusé le 19 novembre 1968.
Entre 1880 et 1939, un pasteur britannique, troublé par des manifestations surnaturelles dans son presbytère de campagne, demande au  célèbre chasseur de fantômes Harry Price, peu suspect de crédulité, de mener l'enquête. Suit un débat réunissant Michel Subiela et plusieurs invités (dont Marcel Martiny, anthropologiste) sur l'existence des fantômes. (94 minutes)
6- Le Sabbat du Mont d'Etenclin, réalisé par Michel Subiela et diffusé le 1er mars 1969.
1668. Pendant les premières années du règne de Louis XIV, l'obscurantisme des campagnes contraste fortement avec le rayonnement du Roi Soleil et de son entourage "éclairé". Les paysans opprimés côtoient quotidiennement le surnaturel : envoûtement, possession, apparition du "grand sorcier", tel est l'ordinaire des réunions nocturnes clandestines qui, à travers la campagne, déroulent leurs rites compliqués. Pendant une de ces nuits, un jeune garçon se trouve mêlé aux rites maléfiques de la messe noire. D'étranges coïncidences s'ensuivent et des gens meurent inexplicablement... (103 minutes) 
7- La Passion d'Anne-Catherine Emmerich, réalisé par Michel Subiela et diffusé le 29 novembre 1969.
Westphalie (Allemagne), XIXe siècle. Ex-religieuse dont le couvent avait été fermé par un décret de Napoléon, Anne-Catherine Emmerich porte les stigmates sanglants du Christ. Le 9 février 1824, elle expire dans les souffrances de la Passion... (88 minutes)
8- Un esprit nommé Katie King, réalisé par Pierre Badel et diffusé le 24 janvier 1970.
Londres, 1875. Un savant respecté a entrepris une série d'observations et d'expériences sur Florence Cook, matérialisation d'une prostituée du XVIIe siècle. Suit un débat sur l'approche de la science face au spiritisme. (74 minutes)
9- Un mystère contemporain, réalisé par Alain Boudet et diffusé le 4 mars 1970.
Le héros de cette mystérieuse histoire s'occupe de deux énigmes à la fois. L'une a trait au kidnapping d'un enfant, l'autre concerne une mort jugée suspecte. (88 minutes)
10- La Cité d'Is, réalisé par Michel Subiela et diffusé le 30 mai 1970.-
Ys, ville légendaire de Bretagne censée avoir été construite dans la baie de Douarnenez. Théâtre d'une lutte sans merci entre les forces du Bien et du Mal, la ville et ses habitants disparurent en une nuit dans l'Océan. Michel Subiela propose un pèlerinage à la recherche d'une réalité dissimulée derrière l'imagerie populaire. (107 minutes)
11- Le Voleur de cerveau, réalisé par Alain Boudet et diffusé le 6 février 1971.
La curieuse histoire du "voleur de cerveau", un homme malfaisant qui commet des crimes entre 1947 et 1948 à Prague. (84 minutes)
12- La Double Vie de Mademoiselle de la Faille, réalisé par Michel Subiela et diffusé le 9 février 1974.
Fait divers relaté par la "Gazette des tribunaux" au XVIIIe siècle dans une petite ville de Normandie. Un veuf inconsolable de la mort de sa jeune femme croit la retrouver mariée à un autre homme. Ressemblance hallucinante ou mystification, le doute et le chagrin accablent le malheureux qui pense en perdre la raison. (87 minutes)
13- Agathe ou L'Avenir rêvé, réalisé par Yves-André Hubert et Michel Subiela, et diffusé le 24 août 1974.
À la fin du XIXe siècle, à Nîmes, une jeune femme voit son avenir bouleversé lorsque son père, décédé en mer quelques années plus tôt, lui désigne en rêve l’homme qu’elle doit épouser. (74 minutes)
14- Le Baquet de Frédéric-Antoine Mesmer, réalisé par Michel Subiela et diffusé le 7 septembre 1974.
En 1815 à Vienne et à Paris, les expériences d’un savant inventeur du magnétisme animal qui plonge ses malades dans un baquet rempli d’eau magnétique. Mais s’il rencontre du succès, c’est aussi grâce à ses yeux d’un bleu intense qui séduisent toutes les dames de la Cour... (119 minutes)
15- Enquête posthume sur un vaisseau fantôme, réalisé par Michel Subiela et diffusé en septembre 2002 sur Ciné Classics, puis en août 2014 sur Ciné FX.
En 1872, au large des côtes des Açores, le Dei Gratia découvre la Mary Celeste, navire déserté par ses occupants dont on ne retrouvera jamais la trace. Que s'est-il réellement passé à bord ? L'enquête sur cette disparition ne fera qu'épaissir le mystère... (Tourné après l'annulation du Tribunal de l'impossible par la direction de l'ORTF, cet épisode est inédit sur les chaînes de la télévision publique).